# 매닉 스트리트 프리처스
매닉 스트리트 프리처스(Manic Street Preachers)는 1986년 웨일스의 블랙우드에서 결성된 영국의 얼터너티브 록 밴드이다. 사촌 형제인 제임스 딘 브래드필드(James Dean Bradfield; 보컬, 기타)와 숀 무어(Sean Moore; 드럼셋)에 니키 와이어(Nicky Wire; 베이스 기타)가 참여하는 3인조로 구성되어 있다. 매닉스(the Manics)로 줄여 불리기도 한다. 매닉 스트리트 프리처스는 1990년대 웨일즈의 "쿨 컴리(Cool Cymru)" 문화 운동을 이끌었던 핵심 중 하나였다.
데뷔 싱글인 "Suicide Alley"를 발매한 후 작사와 기타를 담당한 리치 에드워즈(Richey Edwards)가 합류했다. 매닉 스트리트 프리처스의 음악은 초기의 펑크 록에서 점차 얼터너티브 록으로 옮겨갔으나, 밴드 특유의 노동계급적이고 사회주의적인 시선은 그대로 유지되었다.
매닉 스트리트 프리처스는 1992년 첫 정규 음반인 "Generation Terrorists"를 낸 이듬해 "Gold Against the Soul"을, 그 다음해에 "The Holy Bible"을 발표했다. 1995년 2월 리치 에드워즈가 실종되면서 밴드는 다시 3인조가 되었으며, 그에게 2008년 11월 사망 추정 선고가 내려졌다.
매닉 스트리트 프리처스는 비평과 상업 두 측면에서 모두 성공을 거뒀고, 글래스톤베리 페스티벌 등 여러 페스티벌의 헤드라이너로 무대에 올랐다. 영국 음악 차트에 1998년 정규 앨범 "This Is My Truth Tell Me Yours"와 싱글 "If You Tolerate This Your Children Will Be Next"이, 2000년 싱글 "The Masses Against the Classes"가 1위에 올랐다. 매닉 스트리트 프리처스의 음반은 전세계적으로 천만 장 이상의 판매고를 올렸다.

## 음반 목록

### 정규 음반
- 1992년: Generation Terrorists
- 1993년: Gold Against the Soul
- 1994년: The Holy Bible
- 1996년: Everything Must Go
- 1998년: This Is My Truth Tell Me Yours
- 2001년: Know Your Enemy
- 2004년: Lifeblood
- 2007년: Send Away the Tigers
- 2009년: Journal for Plague Lovers
- 2010년: Postcard From Young Man
- 2013년: Rewind the Film
- 2014년: Futurology
- 2018년: Resistance Is Futile
- 2021년: The Ultra Vivid Lament